# Devon Makin
Devon Aithon Makin (ur. 11 listopada 1989) – belizeński piłkarz występujący na pozycji pomocnika, obecnie zawodnik Police United. Jego brat Andres Makin również jest piłkarzem.

## Kariera klubowa
Makin rozpoczynał swoją karierę piłkarską w zespole Georgetown Ibayani, w barwach którego nie zdołał jednak odnieść żadnego osiągnięcia i już niebawem przeniósł się do Toledo Ambassadors. Z tym klubem, występującym później również pod nazwą Paradise/Freedom Fighters, osiągnął pierwszy poważny sukces w karierze w postaci wicemistrzostwa kraju w sezonie 2010/2011. W 2012 roku został zawodnikiem ekipy Police United z siedzibą w stołecznym mieście Belmopan. Już podczas premierowych rozgrywek, 2012, zanotował z nią kolejny tytuł wicemistrzowski i sukces ten powtórzył również pół roku później, w jesiennym turnieju otwarcia sezonu 2012/2013. W wiosennym turnieju zamknięcia zdobył za to swoje premierowe mistrzostwo Belize.

## Kariera reprezentacyjna
W 2010 roku Makin znalazł się w powołanym przez szkoleniowca Renana Couoha składzie reprezentacji Belize U-23 na Igrzyska Ameryki Środkowej i Karaibów. Wystąpił wówczas w jednym meczu rundy kwalifikacyjnej, nie wpisując się na listę strzelców. Jego ekipa zdołała się zakwalifikować do właściwego turnieju piłkarskiego, który ostatecznie nie odbył się jednak z powodu sprzeciwu CONCACAF.
W 2013 roku Makin został powołany przez kostarykańskiego selekcjonera Leroya Sherriera Lewisa na turniej Copa Centroamericana. Właśnie w tych rozgrywkach zadebiutował w seniorskiej reprezentacji Belize, 20 stycznia w zremisowanym 0:0 meczu fazy grupowej z Gwatemalą. Ogółem podczas tych rozgrywek pojawiał się na boisku czterokrotnie, a jego drużyna zajęła ostatecznie czwarte miejsce, najwyższe w historii swoich występów w tym turnieju. Kilka miesięcy później znalazł się w ogłoszonym przez amerykańskiego trenera Iana Morka składzie na Złoty Puchar CONCACAF, gdzie pozostawał rezerwowym swojej kadry, rozgrywając tylko jedno spotkanie, a Belizeńczycy, debiutujący wówczas w tych rozgrywkach, zanotowali komplet trzech porażek i odpadli z turnieju już w fazie grupowej.